# Wólka Pukarzowska (przystanek kolejowy)
Wólka Pukarzowska – dawny przystanek osobowy kolejki wąskotorowej w Wólce Pukarzowskiej, w gminie Łaszczów, w powiecie tomaszowskim, w województwie lubelskim.